# Péter Prohászka
Péter Prohászka (ur. 13 stycznia 1992 w Vácu) – węgierski szachista, arcymistrz od 2010 roku.

## Kariera szachowa
Wielokrotnie reprezentował Węgry na mistrzostwach Europy juniorów w różnych kategoriach wiekowych, zdobywając dwa medale: złoty (Herceg Novi 2006 – ME do 14 lat) oraz brązowy (Herceg Novi 2008 – ME do 18 lat). W swoim dorobku posiada również dwa srebrne medale zdobyte na olimpiadach juniorów do 16 lat (2006, 2007), jak również cztery medale drużynowych mistrzostw Europy juniorów do 18 lat (trzy złote – 2007 i dwukrotnie 2009 oraz srebrny – 2008). W 2009 r. zdobył tytuł mistrza Węgier juniorów do 20 lat.
Od 2001 r. corocznie startuje w cyklicznych turniejach First Saturday w Budapeszcie, w latach 2006, 2008 i 2009 wypełniając trzy normy na tytuł arcymistrzowski. W 2008 r. podzielił I m. (wspólnie z m.in. Falko Bindrichem, Imre Herą i Yannickiem Pelletierem) w otwartym turnieju w Zurychu, natomiast w 2011 r. zwyciężył (wspólnie z m.in. Ołeksandrem Ipatowem, Jurijem Kryworuczko i Marinem Bosiociciem) w Palaiochorze. W 2014 r. zwyciężył w turnieju Ikaros 2014 w Ajos Kirikos.
Najwyższy ranking w dotychczasowej karierze osiągnął 1 sierpnia 2018 r., z wynikiem 2627 punktów.